# Leudardo
Leudardo (em latim: Leudardus) foi um diplomata franco do século VI, ativo durante o reinado do rei Teodebaldo (r. 548–555). Aparece no final de 551 ou começo de 552, quando partiu, junto de outros três colegas, à capital imperial de Constantinopla em resposta à embaixada do oficial Leôncio. Ele e seus colegas provavelmente são os endereçados duma carta do clero milanês acerca da situação religiosa.